# Tron: Betrayal
Tron: Betrayal es una serie de dos ediciones de un cómic que sirve como precuela oficial de la película Tron: Legacy, fue publicado por Marvel Comics a partir de octubre del 2010.

## Argumento
La serie está ambientada en 1983, poco después de los acontecimientos de la original Tron. Kevin Flynn se ha convertido en el director general de la ficticia compañía de software Encom, que se ha convertido en la mayor empresa de videojuegos del mundo, mientras que en secreto construía la Red, una realidad virtual habitado por programas vivientes cada vez más sensibles, incluyendo los misteriosos algoritmos isomórficos ("ISO" para abreviar).
A medida que sus responsabilidades en el mundo real aumentan, Flynn crea a Clu 2, un duplicado de sí mismo con la función de ayudarlo a dirigir la Red. En ausencia de Flynn, Clu 2 considera a los  ISOs una amenaza para el "sistema perfecto" que desea mantener. Así que Clu 2 envía a los ISOs al mar de la simulación donde serían exterminados, secuestra a Tron y exilia a Flynn de la Red. La historia también nos presenta a hijo de Flynn, Sam, quien es el protagonista de la segunda película de Tron.

## Cronología del universo Tron
- Tron (1982)
- Tron 2.0 (2003)
- Tron: The Ghost in the Machine
- Tron: Betrayal (1983/1989)
- Tron: Uprising (1989/1990)
- Tron: Evolution (2010)
- Tron Legacy (2010)

- Datos: Q3283424